# Carbonea intrudens
Carbonea intrudens är en lavart som först beskrevs av Hugo Magnusson och som fick sitt nu gällande namn av Joseph Hafellner. 
Carbonea intrudens ingår i släktet Carbonea och familjen Lecanoraceae. Arten är reproducerande i Sverige.